# Halictus atroviridis
Halictus atroviridis är en biart som beskrevs av Cameron 1906. Halictus atroviridis ingår i släktet bandbin, och familjen vägbin. Inga underarter finns listade i Catalogue of Life.